# 1969 en Ontario
Chronologie de l'Ontario
- 1965
- 1966
- 1967
- 1968
- 1969
- 1970
- 1971
- 1972
- 1973

Cette page concerne des événements d'actualité qui se sont produits durant l'année 1969 dans la province canadienne de l'Ontario.

## Politique
- Premier ministre :  John Robarts du parti progressiste-conservateur de l'Ontario.
- Chef de l'Opposition :
- Lieutenant-gouverneur :
- Législature :

## Naissances
- 26 mai : John Baird, homme politique ontarien.
- 28 mai : Rob Ford, maire de Toronto (2010-2014).
- 9 juin : Mike Schreiner, chef du Parti vert de l'Ontario (depuis 2009).

## Décès
- 18 mars : John Bracken, premier ministre du Manitoba et premier chef du Parti progressiste-conservateur du Canada (1942-1948) (° 22 juin 1883).
- 26 mars : Theobald Butler Barrett, député fédéral de Norfolk (1945-1949) (° 24 juillet 1894).
- 11 novembre : John Sissons (en), député fédéral de Peace River en Alberta (1940-1945) (°  14 juillet 1892)